# Abbey of St. Walburga
Abbey of St. Walburga (Abtei zur heiligen Walburga) ist ein Kloster der Benediktinerinnen in Virginia Dale (Colorado) in den USA, das zur Föderation der Bayerischen Benediktinerinnenabteien gehört.

## Geschichte
Äbtissin Maria Anna Benedicta von Spiegel OSB von der bayerischen Abtei St. Walburg in Eichstätt initiierte 1934 angesichts der zunehmend kirchenfeindlichen Politik der Nationalsozialisten die Gründung eines Klosters in Boulder in Colorado/USA, um den Nonnen ihrer Abtei einen möglichen Zufluchtsort zu schaffen. Die Nonnen kauften das Land zu einem sehr günstigen Preis, da das Land als unfruchtbar galt. Die ersten drei Nonnen kamen aus Eichstätt und der Abtei St. Erentrud in Salzburg. 1951 erhielt das neu gegründete Kloster den rechtlichen Status eines abhängigen Priorats und damit das Recht, Novizinnen aufzunehmen und auszubilden. 1986 wurde das Kloster zum selbständigen Priorat und 1989 schließlich zur Abtei erhoben.
1997 verließ die wachsende Gemeinschaft das zu klein gewordene Kloster in Boulder und bezog neue, größere Klostergebäude in Virginia Dale, welches von einem Geschäftsmann aus Denver und seiner Frau gespendet wurde.

## Äbtissinnen
- Maria-Thomas Beil, geboren in Breslau, Eintritt und Profess in St. Walburg, Eichstätt; dort Lehrerin an der Klosterschule St. Walburg, 1979 nach Boulder gesandt, 1981 dort Priorin, 1989 bis 16. Mai 2003 Äbtissin
- Maria-Michael (Kerri) Newe, geboren in Norwalk, California, eine Zwillingsschwester, Terri; Eintritt in St. Walburga, Boulder, am 7. Okt. 1976; Profess am 7. Okt. 1978, 8. Sept. 1983; Priorin 1999; Äbtissin: Wahl: 17. Juli 2003, Segnung: 6. Sept. 2003 (Erzbischof Daniel Kucera).

## Ehemalige Mitglieder
- Hildegard Dubnick, ehemalige Äbtissin von St. Walburg, Eichstätt